# Саракиново
 Тази статия е за воденското село.  За солунското, чието старо име е Саракиново, вижте Саракина (дем Лъгадина).  
Саракѝново (на гръцки: Σαρακηνοί, Саракини, до 1925 година Σαρακίνοβο, Саракиново) е село в Егейска Македония, Гърция, в дем Мъглен (Алмопия) на административна област Централна Македония.

## География
Саракиново е разположено на 570 m в източните склонове на планината Нидже (Ворас) над котловината Мъглен (Моглена), на 20 km северно от Воден (Едеса).

## История

### В Османската империя
В обобщен списък на джизието на немюсюлманите от вилаета Водане за 1619-1620 година селото е отбелязано като Саракин, с 88 ханета (домакинства).
Според свещеник Стоян Атанасов Саракински селото добило названието си от сарацините. Селото е чифлишко, но още в средата на XVIII век саракинци откупуват селото си. В 1856 година (или 1858) учителят Граплю от Струмица с одобрението на лидерите на селото братята Петър и Христо Попови започва да преподава в Саракиново на български език, като ученици са му Мицо Димов Трайков, Лазо Ичов, Танас Гинов, Георги Янов, Ташо Карайов и други. След смъртта на Граплю в 1859 година на негово място идва Пандо също от Струмица, който също преподава на български. Негови ученици са Мице Петров Попов, Стоян Пенчев, Никола Янов, Стою Ташов, Мице Иванов, Христо Георгиев, Пеню Мицов и други. В 1863 година учител става Георги Маленков, който усилва българското учение и донася за пръв път печатни буквари. Към 1868 година обаче вследствие на гръцки клевети Маленков е принуден да напусне Саракиново и е заменен с отец Иван Янев, който преподава безплатно. Българската община натоварва Христо Попов да търси учител в Битоля, в руското консулство и при българските първенци. По тяхна препоръка той намира във Велес Андрей Богданов, който преподава 5 години, преди да бъде изгонен от властите. Братя Попови и цялото село оказват натиск и дават рушвети, за да бъде върнат Богданов, но една година селото остава без учител. След завръщането му Богданов преподава до 1879 година, когато е арестуван и затворен във Воден, а по-късно в Солун. Братя Попови успяват да го освободят след 6 – 7 месеца, но му е забранено да преподава в Саракиново. Учител отново става безплатно отец Иван Янов. Братя Попови заедно с Георги Гогов и братята Иван Занешев и Зане Занешев са начело на българската борба във Воденско. През ноември 1875 година воденският владика е изгонен от Саракиново и до 1912 година не стъпва в селото.
Църквата „Свети Николай“ е от 1870 година.
Александър Синве („Les Grecs de l’Empire Ottoman. Etude Statistique et Ethnographique“), който се основава на гръцки данни, в 1878 година пише, че в Саракиновон (Sarakinovon), Мъгленска епархия, живеят 720 гърци. В „Етнография на вилаетите Адрианопол, Монастир и Салоника“, издадена в Константинопол в 1878 година и отразяваща статистиката на населението от 1873 година, Ларакиново (Larakinovo) е посочено като село във Воденска каза със 108 къщи и 487 жители българи.
В 1880 година български учител в Саракиново става Паско Кръстев от Бизово, в 1885 година – Мойсей Симеонов от Осой, в 1890 година – Иван Панов от Владово, а после Христо Тръпчев от Воден, Христо Попиванов от Саракиново, Екатерина Иванова, Мария Иванова, Елена Иванова от Владово, Йордан Парчев от Неготино, Аврам П. Шилегов от Саракиново, Тодор Димитров от Лозенград, Тодора Томова, Фания Томова от Воден, Спас Саракинов, Благой Атанасов, Христо Петров Кирин от Саракиново, Манол Думчев от Бизово, Елена Х. Григорова, Тръпче Х. Шаламанов, Димитър Томчев от Воден.
Според статистиката на Васил Кънчов („Македония. Етнография и статистика“) в 1900 година в Саракиново живеят 700 българи християни.
Още в 1893 година Саракиново е образуван и комитет на ВМОРО – свещеник Иван Саракински, Георги Тацев, Георги Попов, Петър Кирин, Петре Янов, куриер Петре Ичо Низамов. Селският комитет брои около 150 души с десетари, селски куриери и прочее.
След Солунските атентати през април 1903 година учителят в Саракиново Хр. Кукурузов е изтезаван до смърт и арестуван.
Според секретаря на Българската екзархия Димитър Мишев („La Macédoine et sa Population Chrétienne“) в 1905 година в Саракиново (Sarakinovo) има 1016 българи екзархисти и в селото има българско училище.
Екзархийската статистика за Воденската каза от 1912 година сочи 730 жители.
Преди Балканската война според поп Стоян Саракинов:
| „ | Селото броеше 150 къщи, 200 ученици в грамадно триетажно училище, със седем класни стаи и една разкошна забавачница. Седем учителски стаи с четири отделения, I и II класове. За следната година се проектираше и III клас. Всичко се издържаше от селото. Плащаше се по 25 лири турски на учител. | “ |

По време на войната 5 души от Саракиново се включват като доброволци в Македоно-одринското опълчение.

### В Гърция
През войната селото е окупирано от гръцки части и остава в Гърция след Междусъюзническата война. Българското училище е затворено. Повечето видни местни българи са избити, а останалите интернирани по островите. Голяма част от населението емигрира в България.
По време на Първата световна война 30 български семейства емигрират в България.
Боривое Милоевич пише в 1921 година („Южна Македония“), че Саракиново (Саракjиново) има 112 къщи славяни християни.
В 1923 година още 35 семейства емигрират в България - 18 семейства в Софийско, 10 в Долни Воден, 6 в София и 1 в Свети Врач.
В 1924 година в селото са настанени 14 гърци бежанци. 1925 година селото е прекръстено на Саракини. В 1928 година селото има 730 жители, от които 14 бежанци. Малко по-късно бежанците напускат Саракиново.
Селото пострадва силно от Гражданската война в Гърция, като през зимата на 1947 година по-големият дял от жителите му е изселен в полските села Бизово и Поляни. Голяма част бяга в Югославия, а значителна част загива. След нормализирането на обстановката, част от жителите на Саракиново се връщат и обновяват селото.
Според изследване от 1993 година селото е чисто „славофонско“ и в него „македонският език“ е запазен на високо ниво. Според Тодор Симовски всичките 335 жители в 1991 година са с местен произход.
Селото се занимава предимно със скотовъдство, но се произвеждат и боб, орехи, лук.
| Име           | Име             | Ново име         | Ново име           | Описание                                                                         |
| ------------- | --------------- | ---------------- | ------------------ | -------------------------------------------------------------------------------- |
| Каматер       | Καρατέρι        | Скопия           | Σκοπιά             | местност в Мала Нидже на ЮИ под граничния връх Каймакчалан                       |
| Сливица       | Στλέβιτσα       | Дамаскиниес      | Δαμασκηνιές        | връх в Мала Нидже на ЮЗ от Долно Родиво (1643 m)                                 |
| Тисите        | Τίστε           | Мазема           | Μάζεμα             | гора в Мала Нидже на ЮЗ от Долно Родиво                                          |
| Кочините      | Κότσιντε        | Ангелис          | Άγγελής            | връх в Мала Нидже на З от Долно Родиво (1114 m)                                  |
| Голио         | Γκόλιο          | Гимно            | Γυμνό              | връх в Мала Нидже на З от Саракиново и Долно Родиво (1423 m)                     |
| Ковачова нива | Κόυβατσοβε Νίβα | Хорафи ту Сидера | Χωράφι του Σιδερά  | местност в Мала Нидже на СЗ Долно Родиво                                         |
| Скърка        | Σκάρκα          | Петротопос       | Πετρότοπος         | местност в Мала Нидже на СЗ от Саракиново и на С от Долно Родиво                 |
| Серман        | Σέρμαν          | Проскинима       | Προσκύνημα         | местност в Мала Нидже на СЗ от Саракиново и от Долно Родиво                      |
| Гъндич        | Γκάντιτς        | Корифи ту Травлу | Κορυφή τοϋ Τραυλού | връх в Мала Нидже на СЗ от Саракиново и Долно Родиво (1119,9 m)                  |
| Главата       | Γκλάβατα        | Кефали           | Κεφάλι             | връх в Мала Нидже на С от Долно Родиво и на СИ от Горно Родиво (838 m)           |
| Бела вода     | Μπέλα Βόδα      | Аспронери        | Άσπρονέρι          | връх в Мала Нидже на СЗ от Саракиново и Долно Родиво (936 m)                     |
| Белица        | Μπέλιτσα        | Аспропотамос     | Άσπροποταμος       | река в Мала Нидже на СЗ от Саракиново и Долно Родиво                             |
| Рамните       | Ραμνίντε        | Исиома           | Ίσιωμα             | връх в Мала Нидже на СЗ от Саракиново и Долно Родиво (1006 m)                    |
| Кючубей       | Κουτσούμπεη     | Стафидас         | Σταφίδας           | граничен връх в Мала Нидже на СЗ от Саракиново, гранична пирамида № 119 (2448 m) |
| Хаджи Врета   | Χατζή Βρέτα     | Вриси            | Βρύση              | извор в Мала Нидже на СЗ от Саракиново и на ЮИ от Кучубей                        |
| Гребен        | Γκρέμπεν        | Ланари           | Λαναρι             | хребет в Мала Нидже на Ю от Долно Родиво                                         |
| Курия         | Κουρί           | Дасаки           | Δασάκι             | местност на ЮЗ от Долно Родиво                                                   |
| Боза или Боя  | Μπόζα           | Рахи             | Ράχη               | връх на ЮИ от Саракиново (651 m)                                                 |
| Стритор       | Στρίτορι        | Атитасо Алого    | Άτίθασο Άλογο      | местност на И от Саракиново                                                      |

| Година    | 1913 | 1920 | 1928 | 1940 | 1951 | 1961 | 1971 | 1981 | 1991 | 2001 | 2011 | 2021 |
| --------- | ---- | ---- | ---- | ---- | ---- | ---- | ---- | ---- | ---- | ---- | ---- | ---- |
| Население | 921  | 762  | 730  | 868  | 318  | 390  | 406  | 356  | 335  | 375  | 351  | 320  |

## Личности
Родени в Саракиново
- Александър Йованов, гръцки андарт
- Ангел Гацо (1771 – 1839), гръцки революционер, участник във въстанието от 1821 година
- Атанас Христов Тоцев, български революционер от ВМОРО[22]
- Ване Христов Кусев, български революционер от ВМОРО[23]
- Гацо Саракинче, български търговец и общественик от XIX век
- Георги Саракинов (1887 – 1971), български революционер, син на Гацо Саракинче
- Георги Тоцев (? – 1943), български революционер
- Георги Христов (1891 – ?), македоно-одрински опълченец, 1 рота на 3 солунска дружина[24]
- Димитър Кирин Петров, български военен деец, взводен командир през Първата световна война награден с орден „За храброст“ ІІ степен.[25]
- Димитър Малиданов (р.1946), виден художник от Северна Македония
- Екатерина Карадакова (1848 - ?), гръцка андартска деятелка
- Иван Саракински (1865 – 1944), български духовник
- Иван Д. Саракинов, македоно-одрински опълченец, родом от Саракиново, жител на Балчик, Инженерно-техническа част на МОО, 1 рота на 1 дебърска дружина, носител на кръст „За храброст“ IV степен[26]
- Иван Димов (1882 – ?), македоно-одрински опълченец, Инженерно-техническа част на МОО, Нестроева рота на 1 дебърска дружина, носител на кръст „За храброст“ IV степен[27]
- Кирил Попиванов, български революционер[28]
- Костадин Тръпчев Бинов, български революционер от ВМОРО[29]
- Лазо Христов Гогов, български революционер от ВМОРО[30]
- Мици Димов Ташев, български революционер от ВМОРО[22]
- Никола Димитров Попов, македоно-одрински опълченец, 2 рота на 3 солунска дружина, Сборна партизанска рота на МОО[31]
- Никола Думурджанов (р.1937), геолог от Северна Македония
- Никола Мицев Попов, македоно-одрински опълченец, 2 рота на 3 солунска дружина, Сборна партизанска рота на МОО[31]
- Патриш Костадинов Динев, български революционер от ВМОРО[30]
- Петре Пецев Димов, български революционер от ВМОРО[30]
- Петър Кирин, деец на ВМОРО, войвода на саракиновската чета в 1905 година
- Спас Саракинов (1892 - 1974), български революционер и просветен деец
- Стоян Атанасов Саракинов, български екзархийски свещеник, емигрирал в 1912 година в България и служил в Енидже, Ксантийско, след 1920 година – служил в Горнослав, а по-късно живял в Горни Воден.[11]
- Стоян Карайов, български революционер от ВМОРО[23]
- Христо Манолев Мицев, български революционер от ВМОРО[32]
- Христо Саракинов (1872 – 1908), български революционер, виден деец на ВМОК

Починали в Саракиново
- Никола Иванов (1887 – 1909), български революционер